# Чорна кішка, білий кіт
«Чорна кішка, білий кіт» — комедія режисера Емира Кустуриці 1998 року. Герої фільму говорять циганською та сербською мовами та часто переходять з однієї мови на іншу.

## Сюжет
Дрібному аферистові Матко Дестанову підвертається можливість вкрасти 20 цистерн з бензином. Для цього Матко вирішує позичити гроші в Ґрґі Пітіча, циганського «барона» і близького друга свого батька. Коли Ґрґа цікавиться здоров'ям Заріє, Матко повідомляє, що його батько помер. З поваги до пам'яті свого друга Ґрґа погоджується дати Матко гроші.
Задоволений Матко збирається додому. Однак Зорі, його син, вкрай обурений батьківській брехнею — насправді його улюблений дідусь всього лише лежить у лікарні. Разом з духовим оркестром, Зорі відвідує дідуся. Весела музика миттєво ставить старшого Дестанова на ноги, і він втікає додому. По дорозі Дестанов повідомляє онукові новину: він продав свій кар'єр, і хоче залишити гроші Зорі.
Пропонуючи справу з цистернами, багатий мафіозо Дада Карамболь «кидає» Матко — присвоює собі і гроші, і вагони, — і той опиняється винним йому велику суму грошей. Матко пропонує розплатитися батьківським кар'єром, але у нього нічого не виходить — виявляється, саме Дада викупив у Дестанова кар'єр. Дада пропонує операцію: вісімнадцятирічний син Матко, Зорі, повинен одружитися з сестрою Дада, карлицею Афродітою. Пропозиція викликає у Матко невпевнений протест: і наречена — недомірок, і наречений набагато молодше її, — але Дадан його навіть слухати не хоче. Матко розуміє, що потрапив у вправно підлаштовану пастку, але його спроба поквитатися з кривдником закінчується провалом. Матко змушений погодитися.
Ґрґа Пітіч тим часом сам вирушив поправити здоров'я. У лікарні його відвідують два онуки. Ґрґа картає старшого (теж Ґрґу), що той ніяк не одружиться: сам Ґрґа в його віці вже був одружений в четвертий раз. Ґрґа-молодший відповідає, що ніяк не може знайти свою любов: мовляв, жінок, щоб розважитися вистачає, а тієї, що «зачепила» б, ні. Ідеалом дружини він вважає свою бабусю — п'яту дружину діда. Дід повідомляє внукам про свій намір відвідати могилу свого друга Заріє Дестанова.
Наречений і наречена не відчувають симпатії один до одного: Зорі любить красуню Іду, а Афродіта шукає чоловіка своєї мрії. Щоб вгамувати гнів сестри, Дадан навіть опускає її в колодязь, наперекір протестам двох інших сестер. Зорі від Іди, яка почула розмову Матко і Дадана, дізнається, що його збираються одружити. Разом з Зорі вони їдуть до будинку Дадана і чують, як бабуся Іди домовляється з Даданом про те, щоб видати Іду за нього заміж. Обидва вирішують щосили пручатися своїм весіллям. Епізод закінчується тим, як Зорі та Іда приїжджають на моторолері на поле соняшників і займаються там коханням.
Дізнавшись від сина про майбутнє весілля, Заріє Дестанов вирішує звернутися за допомогою до Ґрґа Пітіча. Проте Матко бреше і йому — мовляв, Пітіч помер. Подумавши, Заріє помирає — це має засмутити весілля. Проте його план провалюється: навіть дізнавшись про смерть діда нареченого, Дадан вирішує нічого не змінювати (мовляв, старому все одно, коли померти — сьогодні або через пару днів). Заповзятливий Матко затягує тіло на горище і обкладає його льодом, щоб тіло не встигло розкластися. Попутно він обшукує батьківські кишені в надії відшукати гроші, виручені від продажу кар'єра.
Починається весілля, гуляє все село, а на молодих майже ніхто не звертає уваги, чим і користується Афродіта. Ховаючись під коробки, вона втікає з весілля. Дада і Матко відразу ж вирушають на пошуки. Поки їх немає вдома, Зорі, Іда та її бабуся переробляють туалет — вони придумали хитромудрий план щодо «помсти» Дадану.
Тим часом, Ґрґа-молодший веде по лісу спеціально обладнаний фургон, в якому на каталці подорожує його дід. На крутому підйомі кріплення каталки рветься, і Ґрґа Пітіч разом зі своїм молодшим онуком випадає з фургона. Проробивши солідний шлях по лісі, каталка завмирає тільки на краю обриву.
Виявивши пропажу, Ґрґа-молодший йде шукати діда. По дорозі він зустрічає Афродіту, і вони пізнають один в одному свою другу половину. Тут якраз встигає Дадан, проте новоявлений наречений ніяк не хоче віддавати свою долю. Суперечку з перестрілкою остаточно вирішує поява Пітіча: виявляється, що Дадан — його давній боржник. Дадана примушують капітулювати, і замість одного весілля, святкують вже два — Афродіти та Ґрґи, Зорі та Іди.
Вночі помирає старий Ґрґа, і Матко з Даданом звично кладуть тіло на горище. На ранок старі дивом оживають — свято продовжується далі. Під час шлюбної церемонії Дадану, якому було підсипати проносне, закортіло піти у туалет, до стіни якої за кілочок чогось прив'язана коза. Коли Дадан замкнувся, Зорі свиснув, коза рванулась вперед висмикнула кілочок, в результаті чого сидіння вбиральні звалилося вниз, в випорожнення на дні, разом з Даданом. Його помічники кидають шефа: «Шеф, ви ж в лайні.»
Зорі та Іда збігають на білий пароплав, на човні під дулом пістолета змушуючи чиновника муніципалітету швидко зареєструвати шлюб. Простеживши за ними, Матко бачить, що гроші від продажу кар'єра дідусь Зорі сховав всередині акордеона, але вже нічого зробити не може. Дадан отримує по заслугах, провалюючись в лайно. Звідти його вирішується витягти тільки Матко. Спостерігаючи за сценою, в якій Матко поливає Дадана зі шланга водою, Ґрґа Пітіч повторює (по-англійськи) свою улюблену фразу з фільму «Касабланка»: «По-моєму, це початок чудової дружби». Класичний хепі-енд, що підтверджує і відповідний титр в кінці фільму: «Щасливий кінець».

## В ролях
- Байрам Северджан — Матко Дестанов
- Срджан Тодорович — Дада Карамболь
- Бранка Катіч — Іда
- Флоріан Айдіна — Зорі Дестанов (син Матко)
- Любіца Аджовіч — Шуйка
- Забито Мемедов — Заріє Дестанов (батько Матко)
- Сабрі Сулейману — Ґрґа Пітіч
- Яшар Дестані — Ґрґа старший
- Аднан Бекір — Ґрґа молодший
- Салиха Ібраґімова — Афродіта
- Мікі Манойлович — священик

## Саундтреки
The No Smoking Orchestra
1. «Bubamara Main Version» — 3:57
2. «Duj Sandale» — 2:49
3. «Railway Station» — 2:33
4. «Jek di Tharin II» — 3:55
5. «Daddy, Don't Ever Die on a Friday» — 3:18
6. «Bubamara» — 2:36
7. «Daddy's Gone» — 1:07
8. «Long Vehicle» — 6:01
9. «Pit Bull Mixed by Pink Evolution» — 3:40
10. «El Bubamara Pasa» — 3:20
11. «Ja Volim Te Jos/Meine Stadt» — 3:14
12. «Bubamara Tree Stump» — 0:33
13. «Jekdi Tharin» — 2:42
14. «Lies» — 0:30
15. «Hunting» — 1:01
16. «Dejo Dance» — 1:01
17. «Bulgarian Dance» — 1:25
18. «Bubamara Sunflower» — 3:10
19. «Black Cat White Cat» — 8:52

## Нагороди
- «Срібний лев» за найкращу режисерську роботу («Венеціанський кінофестиваль»)
- «Малий золотий лев» («Венеціанський кінофестиваль»)
- Приз «Laterna Magica» («Венеціанський кінофестиваль»)